# 에스펜 크누트센
셸 에스펜 크누트센 야레(노르웨이어: Kjell Espen Knutsen Jahre, 1972년 1월 12일~)는 노르웨이의 은퇴한 아이스하키 선수로 포지션은 센터이다. 내셔널 하키 리그(NHL)에서 총 5번 시즌을 보냈으며, 2002년에 NHL 올스타전에 출전하여 노르웨이 선수로는 유일하게 NHL 올스타에 이름을 올린 선수가 되었다.